# Коломыцево (Воронежская область)
Коломыцево — село в Лискинском районе Воронежской области.
Административный центр Коломыцевского сельского поселения.

## Население
| 1859 | 1897 | 2010 |
| ---- | ---- | ---- |
| 776  | ↗928 | ↘831 |

## Улицы
| - ул. 8 Марта, - ул. Виноградная, - ул. Гагарина, - ул. Колхозная, | - ул. Кольцова, - ул. Луговая, - ул. Мичурина, - ул. Молодёжная, | - ул. Первомайская, - ул. Полевая, - ул. Солнечная, - ул. Юбилейная. |